# Janggiya Khutuktu
Le Janggiya Khutuktu (mongol : ᠵᠠᠩᠭᠢᠶ᠎ᠠ
ᠬᠦᠲᠦᠭᠲᠦ ǰangɡiya hütügtü ou Janggiy-a qutuγ-tu, mongol cyrillique : Зангиа Хутагт, Zangia Khutagt. On trouve également les transcriptions phonétiques du tibétain : ལྕང-སྐྱ, Wylie : lCang-skya, THL : changkya Khutukhtu, Cangca Qutuqtu, Jangkya Hutuktu, Jangjia Qutuqtu, Dzangjia Hothogtu, en chinois simplifié : 章嘉呼图克图 ; chinois traditionnel : 章嘉呼圖克圖 ; pinyin : zhāngjiā hūtúkètú) est le plus haut titre donné à un tulkou en Mongolie-Intérieure. Il est du même rang que le Jebtsundamba Khutuktu en Mongolie-Extérieure. C'est un titre mongol de lamas bouddhisme tibétain chez les Mongols.
Les grands lamas du Tibet sont selon les courants religieux, le dalaï-lama et le panchen-lama (gelugpa), le karmapa.
En Mongolie (ancienne Mongolie-Extérieure), au début de la période d'indépendance à la Chine, (1912-1924), le Jebtsundamba Khutuktu était le plus grand-lama, il était tenu par le théocrate Bogdo Gegen, jusqu'à sa mort et l'établissement de la République populaire mongole en 1924.

## Liste des Janggiya khutukhtu
1. 1607-1641 : tibétain : ལྕང་སྐྱ་གྲགས་པ་འོད་ཟེར, Wylie : lcang skya grags pa 'od zer, THL : Changkya Dragpa Öser[1]
2. 1642-1714 : tibétain : ཎགག་དབང་བློ་བཟང་ཆོས་ལྡན, Wylie : Ngag dbang bLo bzang Chos ldan, THL : Ngawang Losang Chöden
3. 1717-1786 : , THL : Changkya Rölpé Dorjé[2],[3]

1. 1787-1846 : tibétain : ལྕང་སྐྱ་ཡེ་ཤེས་བསྟན་པའི་རྒྱལ་མཚན, Wylie : lcang skya ye shes bstan pa'i rgyal mtshan, THL : Changkya Yéshé Tenpé Gyeltsen[4]
2. 1849-1875 : tibétain : ལྕང་སྐྱ་ཡེ་ཤེས་བསྟན་པའི་ཉི་མ, Wylie : lcang skya ye shes bstan pa'i nyi ma, THL : Changkya Yéshé Tenpé Nyima[5], approuvé par le gouvernement central de Chine, et l'urne d'or aurait été utilisée[6].
3. 1878-1888 : tibétain : ལྕང་སྐྱ་བློ་བཟང་བསྟན་འཛིན་རྒྱལ་མཚན, Wylie : lcang skya blo bzang bstan 'dzin rgyal mtshan, THL : Changkya Lozang Tendzin Gyeltsen[7], approuvé par le gouvernement central de Chine, et l'urne d'or aurait été utilisée[6].
4. 1891-1957 : tibétain : ལྕང་སྐྱ་བློ་བཟང་དཔལ་ལྡན་བསྟན་པའི་སྒྲོན་མེ, Wylie : lcang skya blo bzang dpal ldan bstan pa'i sgron me, THL : Changkya Lobsang Pelden Tenpe Dronme[8], approuvé par le gouvernement central de Chine, et l'urne d'or aurait été utilisée[6].
5. 1980- : tibétain : བསྟན་འཛིན་དོན་ཡོད་ཡེ་ཤེས་རྒྱ་མཚོ, Wylie : bstan 'dzin don yod ye shes rgya mtsho, THL : Changkya Tendzin Dönyö Yéshé Gyatso[9].

Le dernier changkya khutukhtu, septième de la lignée, naquit en 1891 à Datong dans l'ancienne province tibétaine de l'Amdo et dans l'actuelle province de Qinghai, et décéda le 4 mars 1957 à Taïwan. Il fut l'allié de la République de Chine et en occupa des fonctions officielles. En 1930 il devint membre de la Commission des affaires mongoles et tibétaines, en 1935 membre de la commission centrale de contrôle du Kuomintang et en 1937 membre du Conseil de la République de Chine (1925-1948). Il fut élu parlementaire en 1947. En 1948 il devient conseiller présidentiel. Il soutint la souveraineté chinoise en Mongolie-Intérieure et au Tibet et s'opposa au communisme. En 1947 il fut reconnu par la République de Chine comme égal au dalaï-lama et au panchen-lama et reçut le sceau et le certificat confirmant son statut. Il quitta la Chine continentale et s'installa à Taïwan en 1949 où il mourut en 1957. Sa tombe est marquée par un stupa dans le district de Beitou, Taipei. Il a été rapporté qu'avant sa mort en 1957, il avait signé un engagement qu'il ne se réincarnerait pas jusqu'à ce que la République de Chine reprenne le continent. Cependant, le dalaï-lama a reconnu l'incarnation actuelle le 11 août 1998. Comme tous les Changkya, il serait issu de la minorité Tu de Mongolie-Intérieure et est né en 1980 dans la région de Tsongkha, a été ordonné à un jeune âge et est venu en Inde en tant que réfugié en 1998. Il réside maintenant au monastère de Drepung en Inde. Ni lui ni deux autres demandeurs d'être l'actuel Changkya ne sont reconnus par Taipei ou Pékin.